# 新城站 (忠清南道)
新城站（：／ Sinseong yeok */?）是位于韩国忠清南道洪城郡洪城邑的一个车站，属于长项线。

## 历史
- 1923年12月1日 - 落成使用，名称为鶴鷄站。
- 1945年8月14日 - 车站停用。
- 1965年12月21日 - 重新使用，并改为现名[1]。

## 相鄰車站
韩国铁道公社
长项线
洪城－新城－廣川